# Pilea nigrescens
Pilea nigrescens är en nässelväxtart som beskrevs av Ignatz Urban. Pilea nigrescens ingår i släktet pileor, och familjen nässelväxter. Inga underarter finns listade i Catalogue of Life.